# Лаймбах (Нойербург)
Лаймбах (нем. Leimbach) — община в Германии, в земле Рейнланд-Пфальц.
Входит в состав района Айфель-Битбург-Прюм. Подчиняется управлению Нойербург. Население составляет 60 человек (на 31 декабря 2010 года). Занимает площадь 2,95 км².
Город подразделяется на 3 городских района.